# Крстовар

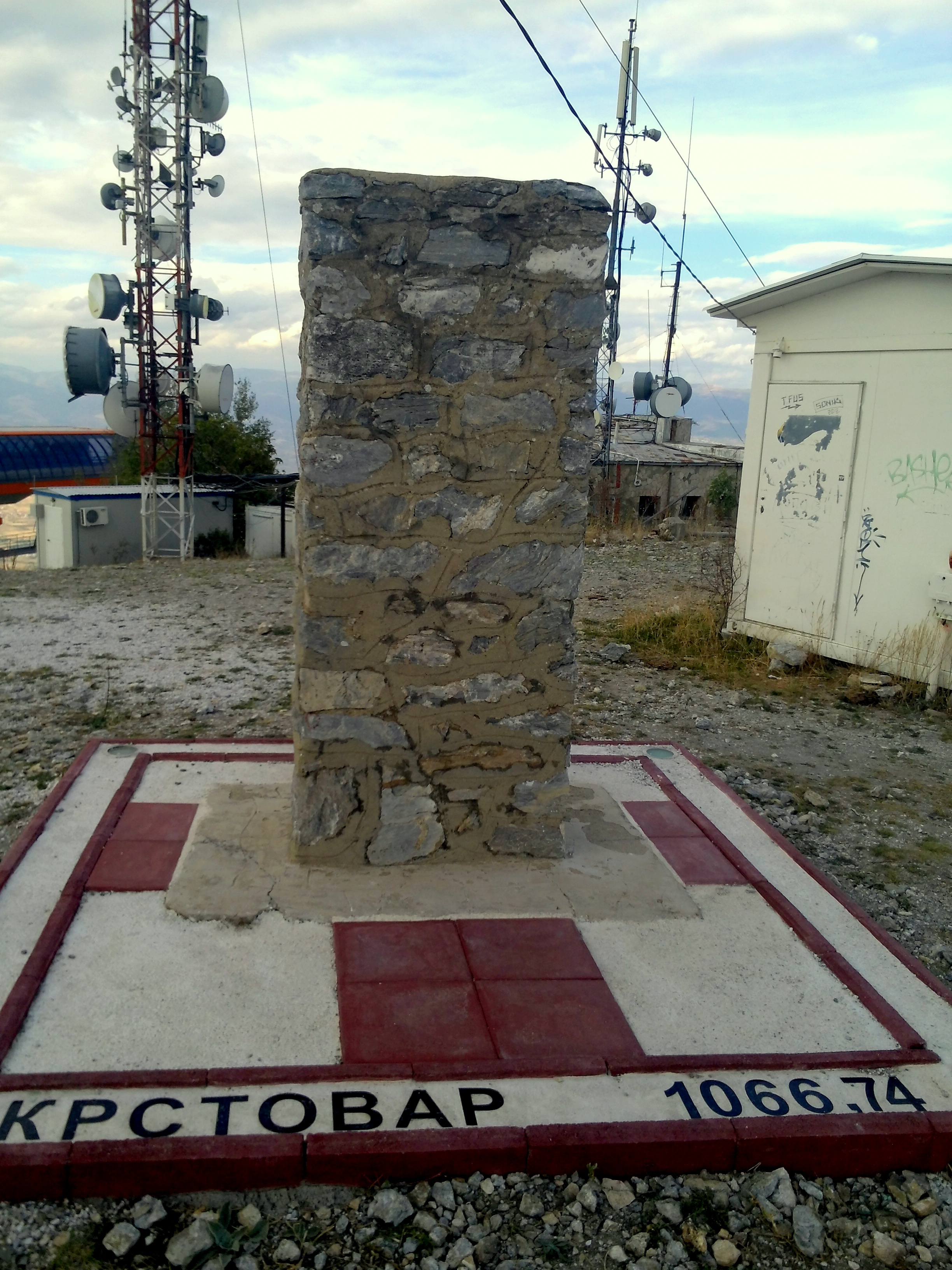
Інформаційний знак

Крстовар (мак. Крстовар) — найвищий пік на вершині гори Водно, що знаходиться в південній частині міста Скоп'є, у Північній Македонії. Його висота — 1066,74 м. На вершині встановлено знак з відміткою про назву та висоту, поруч встановлено великий хрест, що має назву «Міленіумський хрест».